# ألفارو مارتينز
ألفارو مارتينز (بالبرتغالية: Álvaro Martins Homem) هو مستكشف برتغالي، ولد في عقد 1430، وتوفي في 1482 في برايا دي فيتوريا في البرتغال.